# Административное деление Донецкой губернии на 1 октября 1924 года

## Донецкая губерния. 1 октября 1924 года
Делилась на округа и районы
- общее число округов — 5
- общее число районов — 64
- центр губернии — город Артёмовск
- упразднены (или вышли из состава)

1. Таганрогский округ — большая часть перешла в Юго-Восточный край
2. Шахтинский округ — большая часть перешла в Юго-Восточный край

- список округов:

1. Артёмовский
2. Луганский
3. Мариупольский
4. Сталинский
5. Старобельский

### Артёмовский округ
- общее число районов — 15
- центр округа — Артёмовск
- Список районов:

1. Александровский
2. Артёмовский
3. Гришинский
4. Енакиевский
5. Железнянский
6. Зайцевский
7. Камышевахский
8. Константиновский
9. Краматоровский
10. Лиманский
11. Лисичанский
12. Ново-Экономический
13. Райалександровский
14. Сергеевский
15. Славянский

### Луганский округ
- общее число районов — 15
- центр округа — Луганск
- вновь образованы (или вошли в состав):

1. Алексеевский район (из Шахтинского округа) — часть (Астаховский, Крепинский, Новоборовицкий сельсоветы)
2. Голодаевский район (из Таганрогского округа) — часть Григорьевского сельсовета
3. Дмитриевский район (из Таганрогского округа)
4. Краснолучский район (из Таганрогского округа) — восточная часть
5. Ровенецкий район (из Шахтинского округа)
6. Сорокинский район (из Шахтинского округа) — большая (северная) часть
7. Шараповский район (из Шахтинского округа)

- Список районов:

1. Алчевский
2. Городищенский
3. Дмитриевский
4. Ивановский
5. Каменнобродский
6. Краснолучский
7. Лозово-Павловский
8. Ново-Светловский
9. Петропавловский
10. Ровенецкий
11. Славяносербский
12. Сорокинский
13. Станично-Луганский
14. Успенский
15. Шараповский

### Мариупольский округ
- общее число районов — 8
- центр округа — Мариуполь
- Список районов:

1. Александро-Невский
2. Мангушский
3. Ново-Николаевская
4. Новосёловский
5. Петропавловский
6. Старо-Каранский
7. Старо-Керменчикский
8. Стретенский

### Сталинский округ
- общее число районов — 12
- центр округа — Сталино
- вновь образованы (или вошли в состав):

1. Амвросиевский район (из Таганрогского округа) — без Мариенгеймского сельсовета
2. Голодаевский район (из Таганрогского округа) — часть Григорьевского сельсовета
3. Екатериненский район (из Таганрогского округа) — часть
4. Краснолучский район (из Таганрогского округа) — западная часть

- Список районов:

1. Авдеевский
2. Авдотьинский
3. Алексеево-Орловский
4. Амвросиевский
5. Андреевский
6. Благодатовский
7. Больше-Янисольский
8. Зуевский
9. Макеевский
10. Марьинский
11. Селидовский
12. Стыльский

### Старобельский округ
- общее число районов — 14
- центр округа — Старобельск
- Список районов:

1. Александровский
2. Беловодский
3. Белокуракинский
4. Белолуцкий
5. Евсугский
6. Каменский
7. Марковский
8. Мостовский
9. Ново-Айдарский
10. Ново-Астраханский
11. Осиновский
12. Смолянинский
13. Старобельский
14. Стрельцовский

### Таганрогский округ(упразднён)
- согласно протоколу заседания Малого Президиума ВУЦИК об отнесении части Шахтинского и части Таганрогского округов к Юго-Восточной области РСФСР и утверждении границы № 21 от 13 октября 1924 года, Фёдоровский, Екатериненский и северная часть Матвеево-Курганского и восточная часть Голодаевского района Таганрогского округа остаются в пределах УССР.
- упразднены (или вышли из состава):

1. Амвросиевский район (в Сталинский округ) — без Мариенгеймского сельсовета (в Юго-Восточный край)
2. Голодаевский район (в Юго-Восточный край и в Луганский округ, а часть Григорьевского сельсовета — в Сталинский округ)
3. Дмитриевский район (в Луганский округ)
4. Екатериненский (Екатериновский) район (в Юго-Восточный край и в Сталинский округ) — часть
5. Красно-Лучский район (в Луганский и Сталинский район)
6. Матвеево-Курганский район (в Юго-Восточный край)
7. Николаевский район (в Юго-Восточный край)
8. Советинский район (в Юго-Восточный край)
9. Фёдоровский район (в Юго-Восточный край)

### Шахтинский округ(упразднён)
- упразднены (или вышли из состава): флаг города Шахты (Грушевський) 1997-2012 гг. 
Восточный Донбасс. Шахтинский повет/округ (Камянская область).

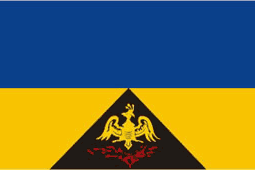
флаг города Шахты (Грушевський) 1997-2012 гг.
Восточный Донбасс. Шахтинский повет/округ (Камянская область).

1. Алексеевский район (в Юго-Восточный край и в Луганский округ)
2. Владимирский район (в Юго-Восточный край)
3. Глубокинский район (в Юго-Восточный край)
4. Каменский район (в Юго-Восточный край)
5. Ленинский район (в Юго-Восточный край)
6. Ровенецкий район (в Луганский округ)
7. Сорокинский район (в Юго-Восточный край и в Луганский округ)
8. Сулиновский район (в Юго-Восточный край)
9. Усть-Белокалитвенский район (в Юго-Восточный край)
10. Шараповский район (в Луганский округ)
11. Шахтинский район (в Юго-Восточный край)